# Cressonomyia bolivia
Cressonomyia bolivia är en tvåvingeart som beskrevs av Wayne N. Mathis och Tadeusz Zatwarnicki 2004. Cressonomyia bolivia ingår i släktet Cressonomyia och familjen vattenflugor.
Artens utbredningsområde är Bolivia. Inga underarter finns listade i Catalogue of Life.